# Несс, Альфред
Альфред Несс (норв. Alfred Næss, 26 апреля 1877 — 6 июля 1955) — норвежский спортсмен. Участник чемпионатов мира (1894, 1897 и 1900 годов) и Европы (1894—1895, 1898 годов) по конькобежному спорту, чемпион Европы 1895 года в Будапеште. На первенстве мира-1900 он занял второе место в общем зачёте.
Альфред Несс восемь раз обновлял рекорд мира на 500-метровой спринтерской дистанции. Он стал первым конькобежцем в мире, который выбежал из 50 секунд (49,6). Произошло это 5 февраля 1893 года в Хамаре (Норвегия). Позже он три года подряд улучшал свой рекорд на 500-метровой дистанции, доведя его в 1896 году до 46,8 секунд.

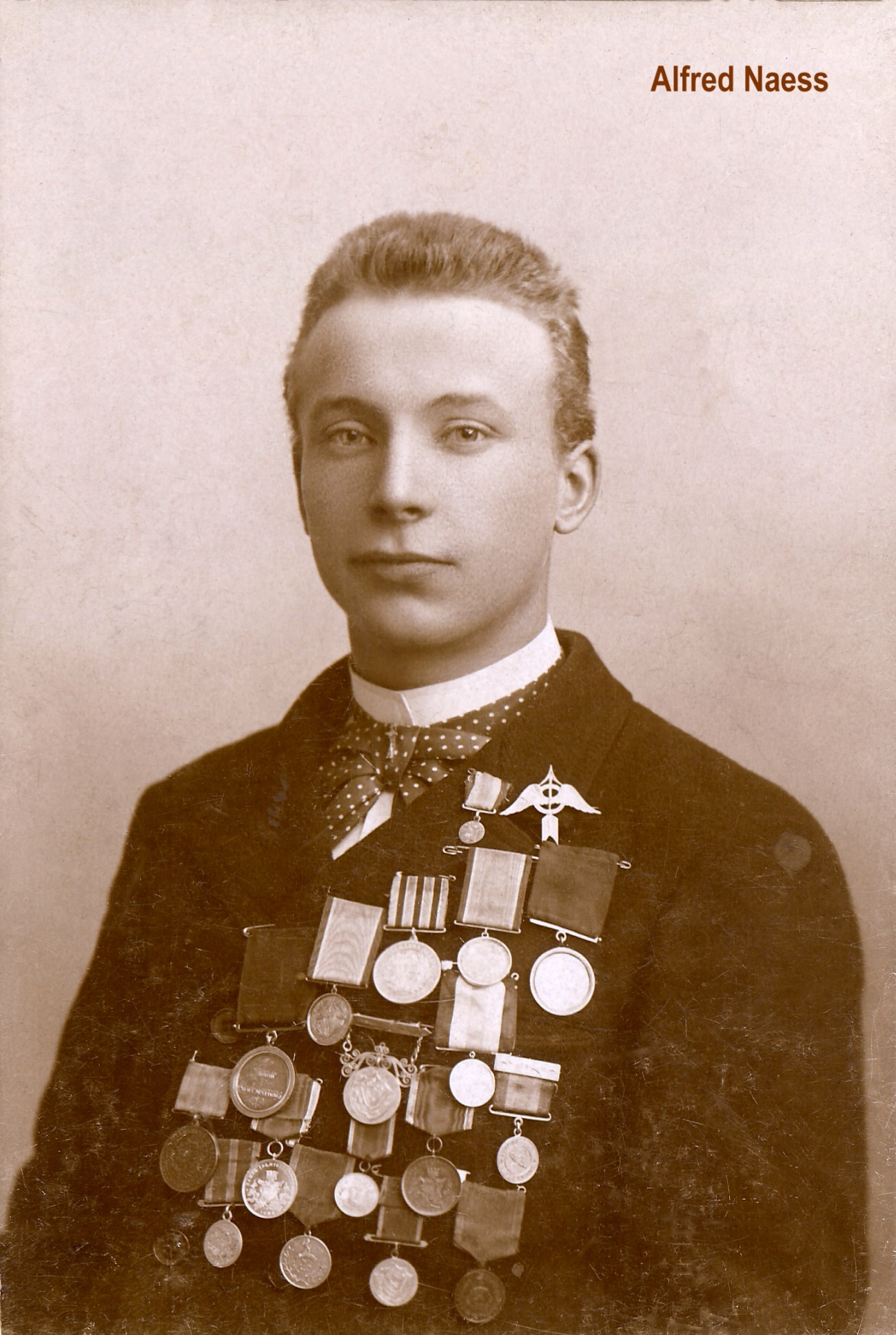
Альфред Несс с комплектом медалей в конькобежном спорте. 1900 год.

В 1899 году Альфред Несс выиграл чемпионат Норвегии в многоборье.
С 1900 по 1920 годы он выступал как фигурист. Его партнёршей в парном катании была Фред Майер-Весторграад. С 1913 года он проживал в США. Скончался Альфред Несс в Австрии в 78 лет, где и был похоронен.

## Рекорды мира
| дата            | дистанция  | рекорд | город      |
| --------------- | ---------- | ------ | ---------- |
| 29 января 1893  | 500 метров | 50,0   | Тронхейм   |
| 5 февраля 1893  | 500 метров | 49,4   | Хамар      |
| 19 февраля 1893 | 500 метров | 48,0   | Кристиания |
| 26 февраля 1893 | 500 метров | 48,0   | Хамар      |
| 24 февраля 1894 | 500 метров | 47,0   | Хамар      |
| 16 января 1895  | 500 метров | 47,0   | Давос      |
| 12 января 1896  | 500 метров | 46,8   | Хамар      |
| 5 февраля 1897  | 500 метров | 46,8   | Монреаль   |

## Достижения
| турнир                            | дата               | город        | 500 м                             | 1500 м                    | 5000 м     | 10000 м     | место     |
| --------------------------------- | ------------------ | ------------ | --------------------------------- | ------------------------- | ---------- | ----------- | --------- |
| 2-й чемпионат мира — многоборье   | 10—11 февраля 1894 | Стокгольм    | 50,4 (1/q), 51,4 (3)              | 2.55,4 (6/q)              | —          | —           | без места |
| 2-й чемпионат Европы — многоборье | 24—25 февраля 1894 | Хамар        | 48,2 (2/so), 47,0 (1), 48,6 (2/q) | 2.36,6 (5/q)              | —          | —           | без места |
| 3-й чемпионат Европы — многоборье | 26—27 января 1895  | Будапешт     | 47,6 (1), 47,8 (1/q)              | 3.15,2 (1), 2.49,8 (2/q)  | 9.38,4 (1) | —           | 1         |
| 5-й чемпионат мира — многоборье   | 5—6 февраля 1897   | Монреаль     | 46,8 (1)                          | 2.42,4 (1), 2.41,2 (2/so) | 9.01,5 (7) | —           | без места |
| 6-й чемпионат Европы — многоборье | 19—20 февраля 1898 | Гельсингфорс | 49,4 (2)                          | 2.39,0 (2)                | 9.41,8 (4) | —           | без места |
| Чемпионат Норвегии — многоборье   | 25—26 февраля 1898 | Кристиания   | 47,4 (1)                          | 2.42,2 (1)                | 9.55,0 (2) | —           | 1         |
| 8-й чемпионат мира — многоборье   | 24—25 февраля 1900 | Кристиания   | 47,2 (2)                          | 2.42,0 (2)                | 9.59,2 (7) | 20.49,2 (4) | (2)       |